# Expressen- och Dagens Nyheter-skyltarna

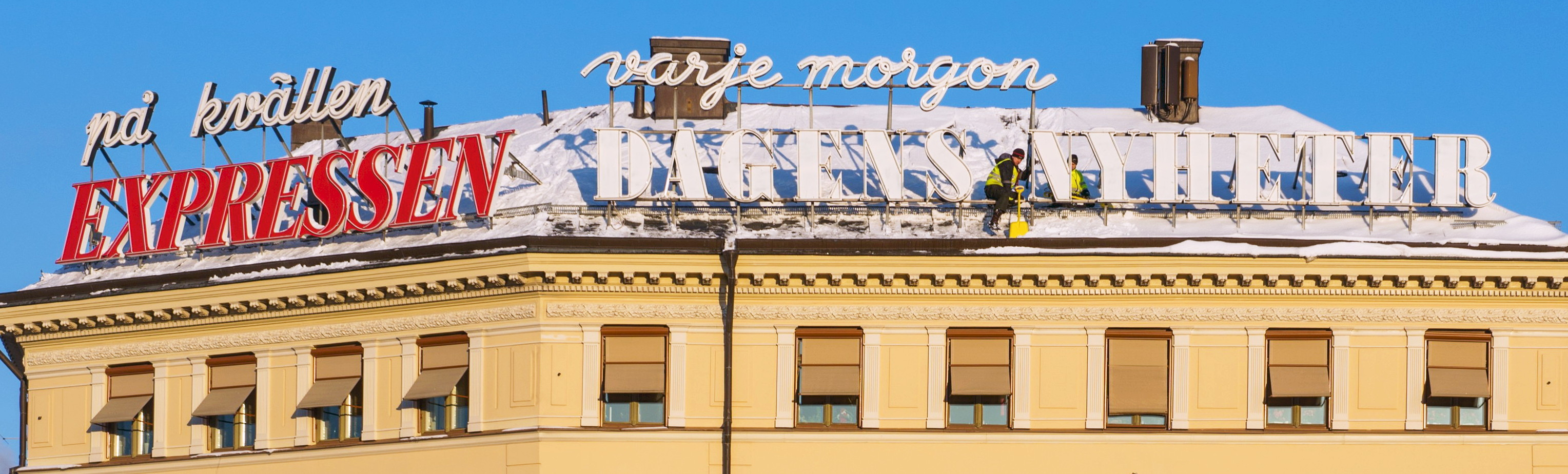
På dagtid 2012.

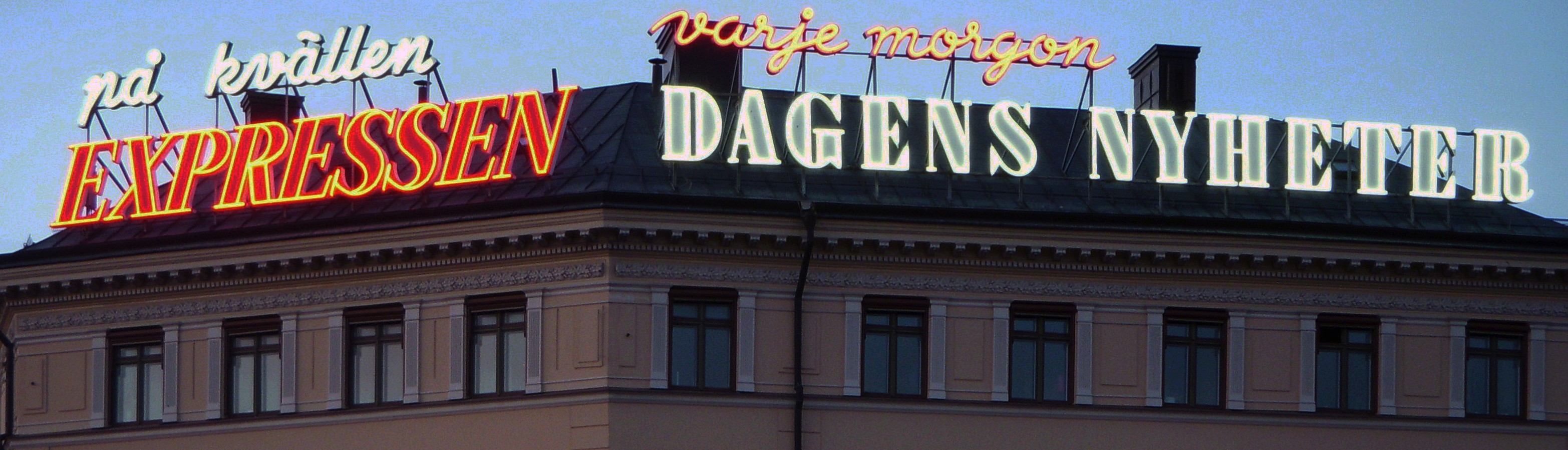
På kvällstid 2011.

Expressen- och Dagens Nyheter-skyltarna är två reklamskyltar i neon för Expressen och Dagens Nyheter på fastigheten Medusa 1 vid Kornhamnstorg 61 i Gamla stan i Stockholm. Skyltarna finns sedan 1960-talets mitt på byggnadens tak och har blivit ett välkänt inslag i stadsbilden kring Slussen. De nominerades för Lysande skylt år 2015.
Natten mellan 28 april och 29 april 2020 monterades den ursprungliga Expressen-skylten (med tillhörande "på kvällen") ned för att ersättas med en helt ny skylt med lysdiodteknik istället för tidigare med neonrör. Den nya skylten har vid produktion ritats av från ett fotografi på den tidigare för att se likadan ut och behålla det klassiska utseendet.

## Historik
Byggnaden i fastigheten Medusa 1, även kallad Forsströmska huset (uppfört 1781 av Nils Forsström), fick sitt nuvarande utseende 1877–1878 i samband med en ombyggnad för Arbetarringens bank. Arkitekt Johan Fredrik Åbom gestaltade en rik utsmyckat fasad i dåtidens smak. Husets öppna läge med huvudfasad mot Slussplan och Slussen blev en bra plats för reklamskyltar. För lättare montage och ett tidsenligt utseende hyvlades husets fasad slätt 1932.
På ett fotografi från 1930-talets slut är fasaden avskalad från alla tidigare putsutsmyckningar och täckt med neonreklam för bland annat ”Ovomaltine - Drycken som ger mera livskraft”, ”C.A. Åberg & Co” och ”Sörmlandsbanken”. På 1950-talets slut annonserade ”Firestone ringar”, ”Vikafors gummifabrik”, ”C.A. Åberg & Co kläder” och ”Lundins pälsar”.

## Forsströmska huset genom tiden

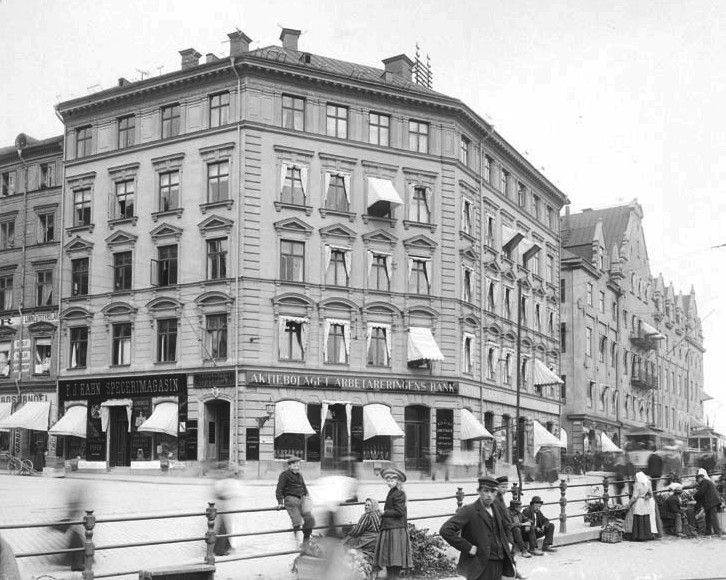
Mellan 1910 och 1914
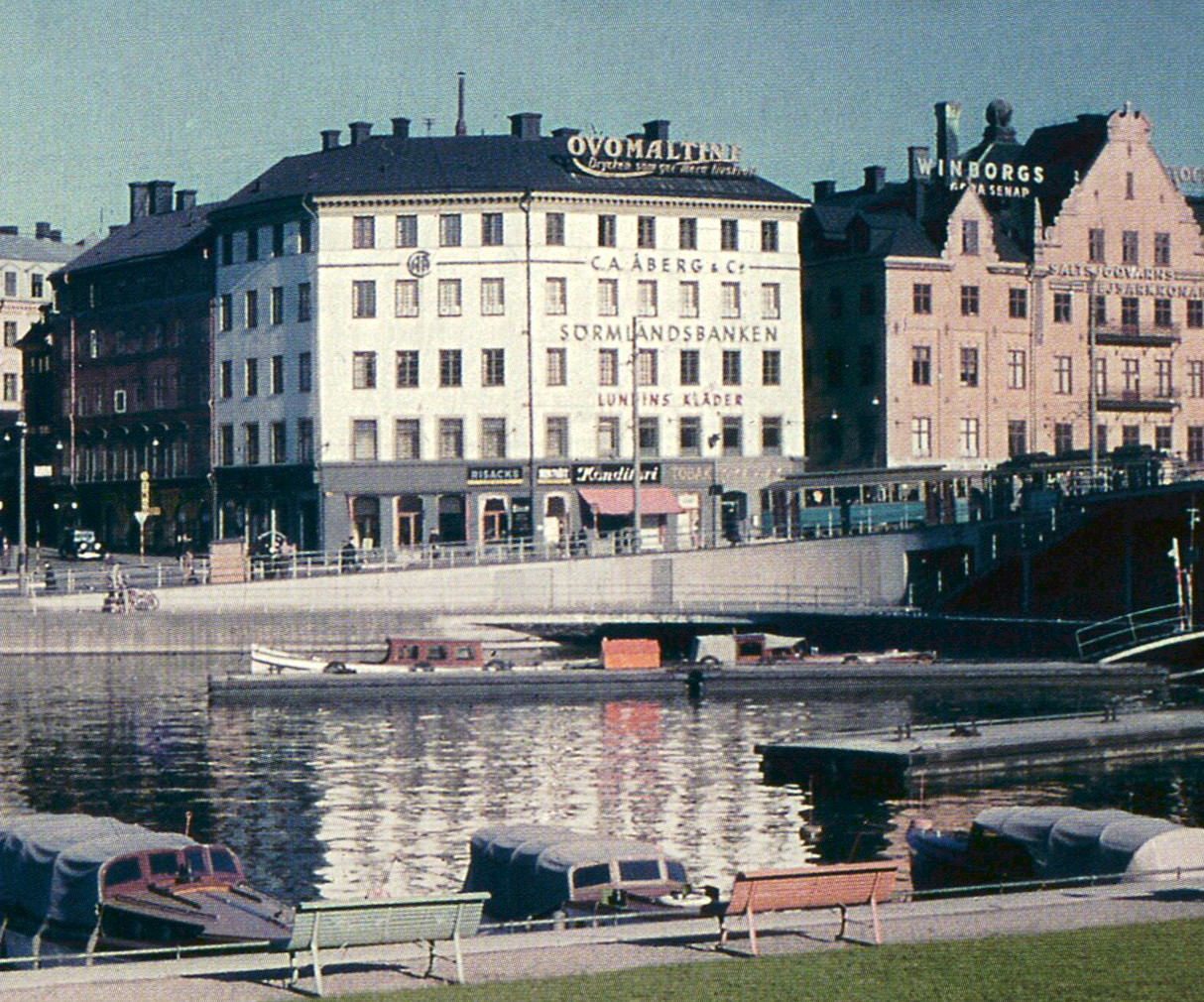
1938
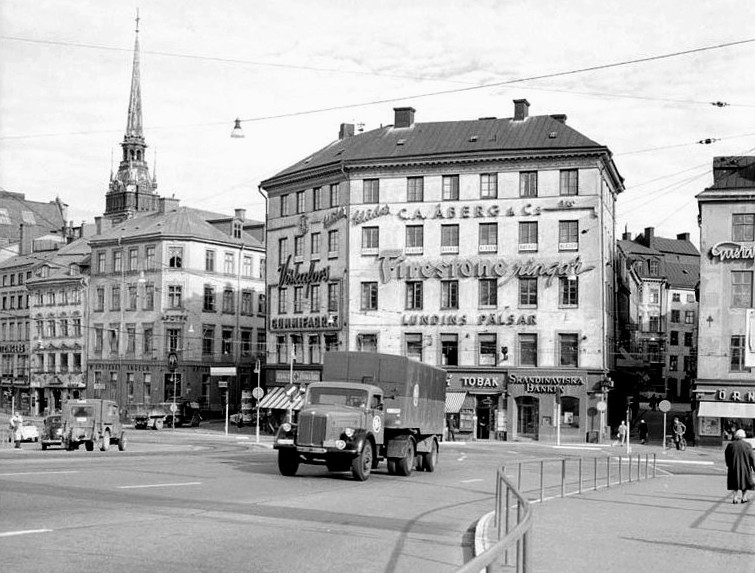
1959
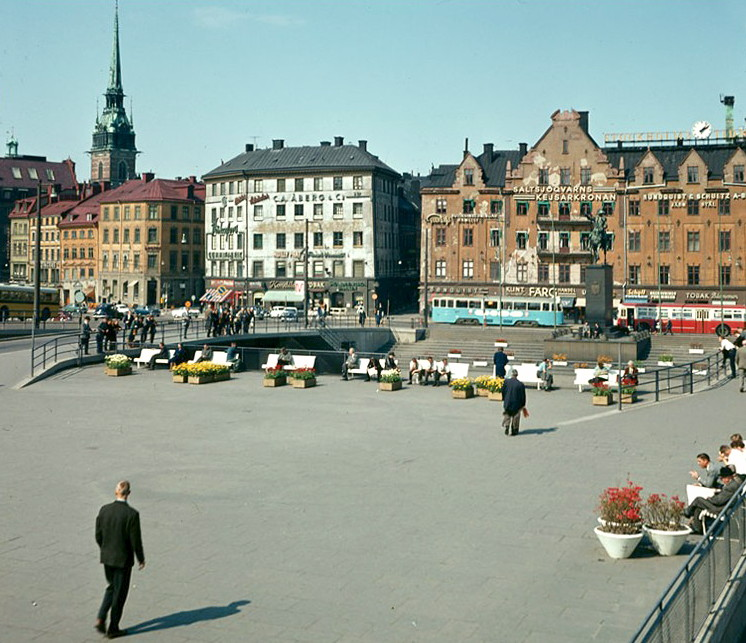
1963
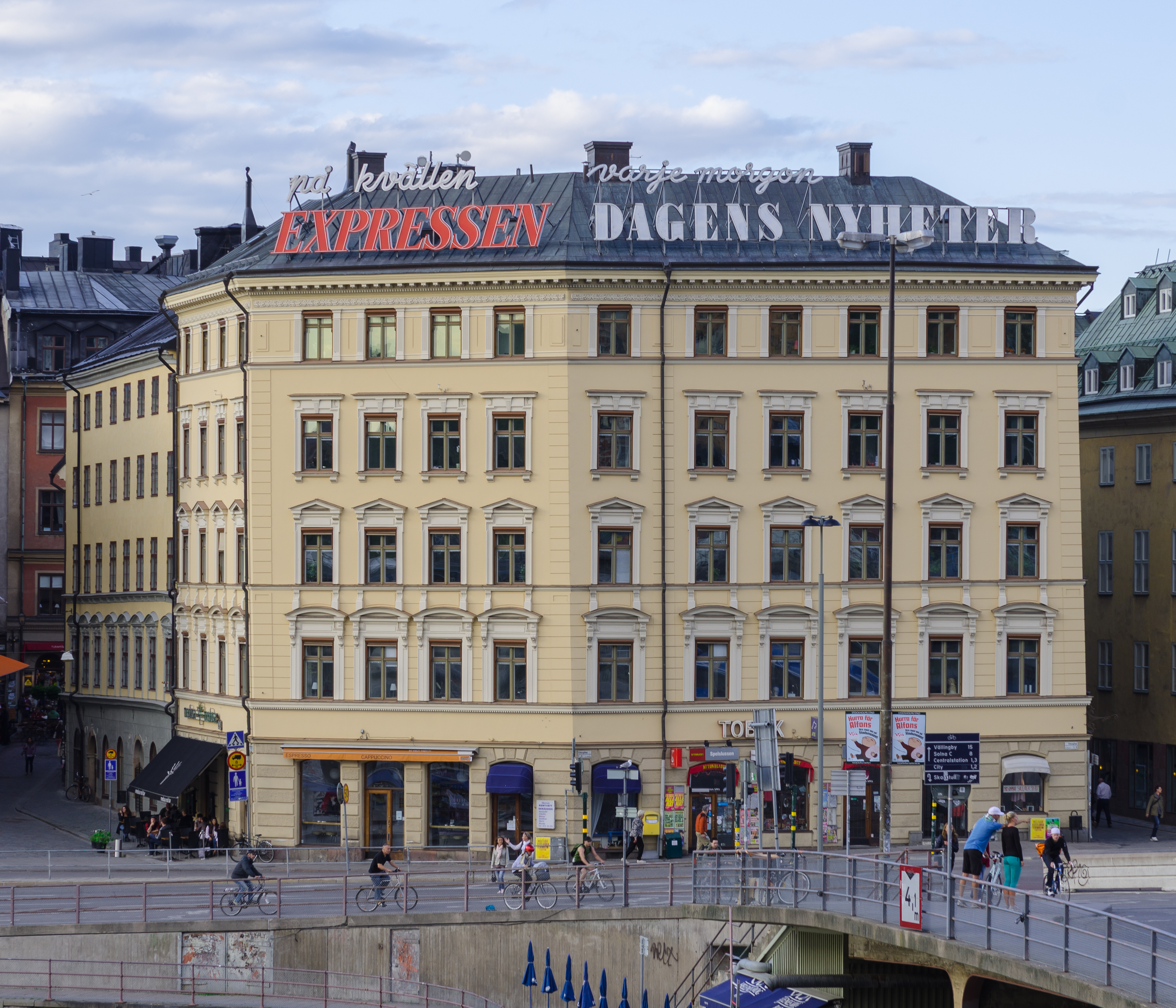
2012

## Skyltkombinationen

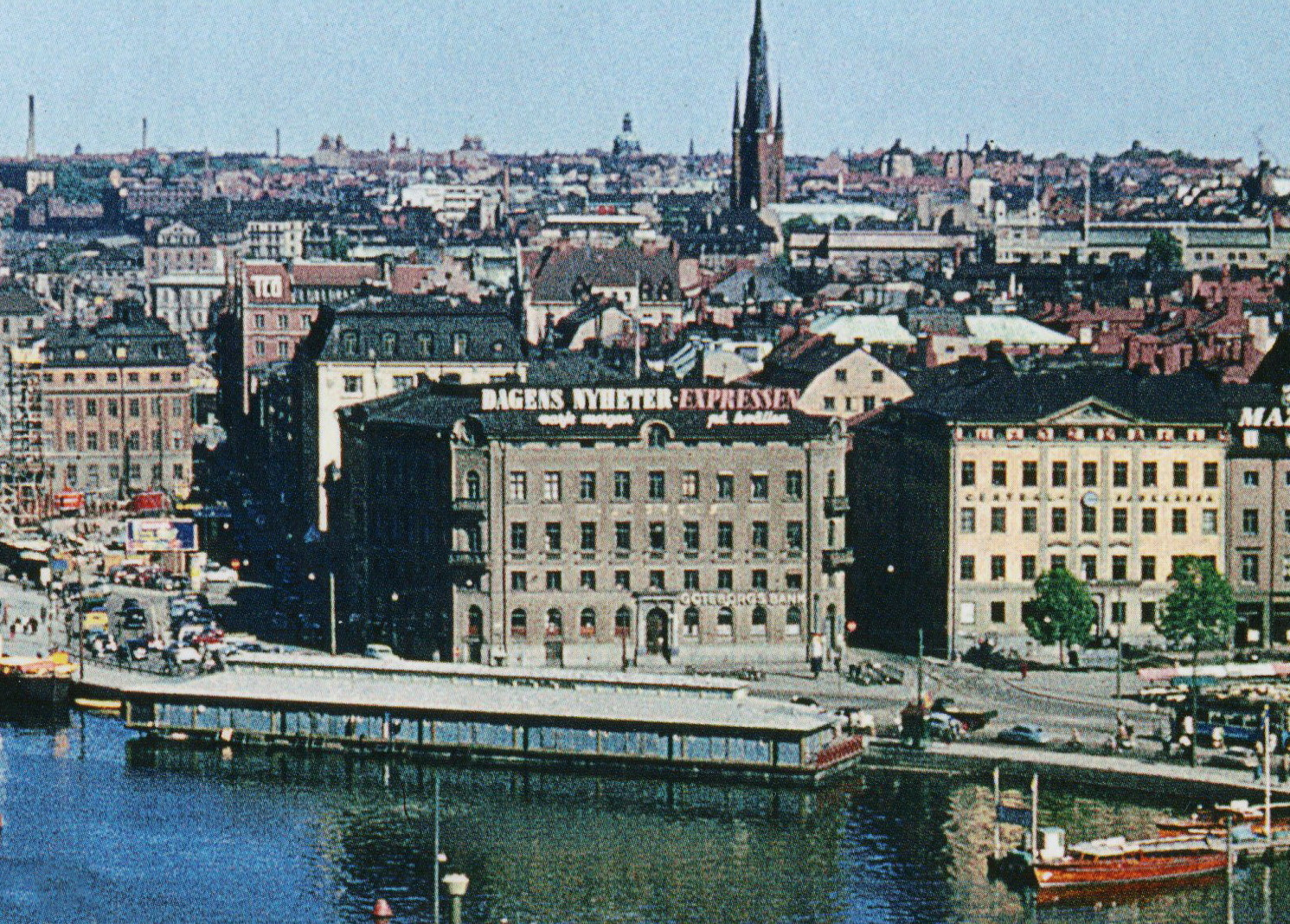
Skylten på Kornhamnstorg 6, 1956.

Skyltarrangemanget för Expressen och Dagens Nyheter fanns redan i mitten av 1950-talet, men lite längre västerut på fastigheten Charon 2 med adress Kornhamnstorg 6. Husfasaderna längs Kornhamnstorg var liksom Stureplan en attraktiv plats för fasadskyltning. Nästan varje hus var täckt med neonreklam. 
Nuvarande skyltar för Expressen och Dagens Nyheter är inte samma som från 1950-talet utan nytillverkades och kom upp på Forsgrenska huset mellan 1963 och 1964. På vänstra takfallet står ”på kvällen EXPRESSEN” med skrivstil i vitlysande neonrör respektive versaler (liknande tidningens logotyp) i med gullysande kontur på rödmålad plåtlåda. 
På högra takfallet, vänt mot Slussen, står ”varje morgon DAGENS NYHETER” med skrivstil i gullysande neonrör respektive versaler (liknande tidningens logotyp) i vitlysande neonrör på vitmålad plåtlåda. Skyltarna ingick i Stadsmuseets neonskyltsinventering från 1998 och är idag (2015) de enda neonskyltarna på huset. Efter en renovering år 1990 fick även fasaden av fastighetsägaren Hufvudstaden tillbaka sitt utseende från 1878.